# 鄭伯猷
鄭 伯猷（てい はくゆう、486年 - 549年）は、北魏から東魏にかけての官僚。本貫は滎陽郡開封県。

## 経歴
鄭平城（鄭羲の兄の鄭小白の子）の長男として生まれた。博学で文才があり、早くから名を知られた。司州の秀才に挙げられ、射策科に及第して、幽州平北府外兵参軍に任じられた。太学博士に転じ、殿中御史を兼ねた。520年（正光元年）、孝明帝が釈奠をおこなうと、伯猷は命をうけて成り行きを記録した。525年（孝昌元年）、安豊王元延明が徐州の元法僧を討つと、伯猷は召されて行台郎中となった。洛陽に帰ると、尚書外兵郎中に転じ、起居注をつかさどった。軍功により陽武県子の爵位を受けた。しばらくして散騎常侍・平東将軍に転じた。531年（普泰元年）、征東将軍・金紫光禄大夫の位を受け、国子祭酒を兼ねた。長らくを経て、車騎将軍・右光禄大夫となり、護軍将軍に転じた。538年（元象元年）、本官のまま散騎常侍を兼ねて、南朝梁に対する使者として立った。南朝梁の武帝はその諸侯王に馬射の日の宴会に招かせて答礼させ、領軍将軍の臧盾に応接させるなど、伯猷を礼遇した。伯猷は帰国すると、驃騎将軍・南青州刺史に任じられた。州においては収奪をもっぱらにして、民衆を苦しめた。御史の弾劾を受け、死罪数十カ条を数えられたが、一命を赦されて蟄居した。高澄が宰相となると、朝士に冷たく当たったため、そのたびに伯猷と崔叔仁（崔休の子）が高澄を諭した。549年（武定7年）、太常卿に任じられた。この年のうちに死去した。享年は64。驃騎大将軍・中書監・兗州刺史の位を追贈された。

## 伝記資料
- 『魏書』巻56 列伝第44
- 『北史』巻35 列伝第23